# Ernst Ludwig (chimist)
Ernst Ludwig (n. 19 ianuarie 1842, Freudenthal⁠(d), Țările Coroanei Boeme, Imperiul Austriac – d. 14 octombrie 1915, Viena, Austro-Ungaria) a fost un chimist austriac, membru de onoare al Academiei Române din 1908.